# Gulyás Michelle
Gulyás Michelle (London, 2000. október 24. –) olimpiai bajnok magyar öttusázó, hivatásos rendőr.

## Pályafutása
Nővérével ötévesen szertornázni kezdett, 11 évesen váltott és kezdett öccséhez hasonlóan öttusázni a KSI-ben. 2020 novembere óta az UTE öttusázója.
2015-ben az ifjúsági B korosztályú Európa-bajnokságon négytusában egyéniben negyedik, csapatban és váltóban első lett. 2016-ban négytusában az ifjúsági vb-n egyéniben 20., váltóban 9. helyezést ért el. Ugyanebben az évben az ifjúsági B korosztályban négytusában az Európa-bajnokságon egyéniben és csapatban második, váltóban negyedik volt.
2017 júliusában a junior vb-n a 32. helyen zárt egyéniben, majd az U19-es négytusa világbajnokságon Prágában egyéniben a negyedik, csapatban a nyolcadik, váltóban a harmadik helyen végzett. Augusztusban az U19-es négytusa Európa-bajnokságon a portugál Caldas da Rainhában váltóban arany-, egyéniben és csapatban ezüstérmes lett.
2018 áprilisában az U19-es négytusa vb-n egyéniben 11., csapatban ötödik helyezést ért el. Júniusban a junior Európa-bajnokságon Barcelonában egyéniben negyedik lett, csapatban pedig aranyérmet szerzett. Júliusban a felnőtt Eb-n Kalincsák Eszterrel a váltóban hatodik volt. Augusztusban a junior világbajnokságon a csehországi Kladnóban hetedik volt egyéniben, bronzérmes lett csapatban. A 2018-as öttusa-világbajnokságon Mexikóvárosban ezüstérmes lett vegyesváltóban (Bruckmann Gergő), míg a női váltóval (Guzi Blanka) az ötödik helyen végzett. A 2018. évi nyári ifjúsági olimpiai játékokon Buenos Airesben négytusában bronzérmet szerzett egyéniben.
A 2019-es junior vb-n egyéniben 31., csapatban 5. volt. A 2019-es Európa-bajnokságon egyéniben 19., csapatban (Kovács Sarolta, Guzi Blanka) hatodik lett. A 2019-es öttusa-világbajnokságon Budapesten a huszonhetedik lett egyéniben, ötödik csapatban (Kovács Sarolta, Alekszejev Tamara). Ugyanitt a vegyesváltóban (Kardos Bence) 12. volt.
A 2021-es világkupa-sorozat áprilisi, szófiai versenyét megnyerte, majd a májusi vk döntőn harmadik volt. A 2021-es öttusa-világbajnokságon Kairóban olimpiai kvótát is jelentő harmadik helyen végzett, így a bronzérem mellett a tokiói olimpiára is kijutott. A 2021-ben megrendezett tokiói olimpián egyéniben 12. helyen végzett.
A 2022-es világ kupa döntőn harmadik volt. A világbajnokságon egyéniben ezüst-, csapatban (Simon, Guzi) bronzérmes lett.
A 2024-es párizsi olimpián egyéniben aranyérmes lett. Olimpiai szereplését követően hadnagyból főhadnaggyá léptették elő.

## Eredményei
magyar bajnokság
egyéni
- aranyérmes: 2021, 2022[19]
- bronzérmes: 2019, 2020

csapat
- aranyérmes: 2018
- ezüstérmes: 2017, 2020
- bronzérmes: 2019

olimpia
- aranyérmes: Párizs, 2024

## Díjai
- Az év öttusázója, utánpótlás korosztály (2018)[2]
- Halassy Olivér Hallgatói Díj (2021)[20]
- Az év magyar öttusázója: 2022,[21] 2023,[22] 2024[23]
- A köz szolgálatáért érdemjel arany fokozata (2024)[24]
- Újpest díszpolgára (2024)[25]
- A Magyar Érdemrend tisztikeresztje (2024)[26]
- Zugló díszpolgára (2024)[27]
- Az év öttusázónője (UIPM) (2024)[28]
- Az év magyar sportolója (2024)[29]

## Magánélete
Édesapja az olajiparban dolgozott, kiküldetése miatt a család sokat élt külföldön. Két évvel idősebb nővére Ománban, öccse Milánóban született. Az általános iskolát Szlovéniában kezdte, a Nemzeti Közszolgálati Egyetemen végzett bűnügyi alapképzés nyomozó szakirányán kiváló eredménnyel hadnagyként. 2024-től ugyanott végzi a kiberbiztonság mesterképzést.